# Incendie du Fonda Milagros
L'incendie du Fonda Milagros est un incendie survenu le 1er octobre 2023 dans une discothèque de Murcie, en Espagne.

## Déroulement
Le feu s'est déclenché dans la nuit du 30 septembre au 1er octobre 2023 à 6 h pour une raison inconnue dans la discothèque Fonda Milagros. L'incendie très violent et très rapide s'est ensuite propagé à deux autres discothèques, le Theatre et le Golden avant d'être maitrisé et éteint par les pompiers vers 8 h,.

## Conséquences
Il cause treize morts et vingt-quatre blessés,. Les personnes décédées se trouvaient toutes à un étage qui s'est effondré alors qu'elles y avaient été piégées.
Trois jours de deuil sont décrétés par le maire de la ville,.
La fermeture administrative de l'établissement avait été prononcée par la mairie de Murcie en janvier 2022 pour une mise en application qui aurait dû se faire en octobre 2022 en raison de l'ouverture d'une deuxième discothèque au sein de l'établissement alors que l'agrément avait accordé pour une seule.